# María Bernabéu
María Bernabéu Avomo (* 15. Februar 1988 in Salamanca) ist eine spanische Judoka. Sie war Weltmeisterschaftszweite 2015 und Weltmeisterschaftsdritte 2017.

## Sportliche Karriere
Die 1,70 m große María Bernabéu kämpft im Mittelgewicht, der Gewichtsklasse bis 70 Kilogramm. Sie gewann den spanischen Meistertitel 2008, von 2010 bis 2013 und von 2015 bis 2018.
Ihre internationale Karriere begann Bernabéu mit einem siebten Platz bei den Kadetten-Europameisterschaften 2004. 2006 war sie Dritte der U20-Europameisterschaften. 2007 belegte sie den fünften Platz bei den U23-Europameisterschaften, 2008 war sie Siebte und 2010 Dritte. 2011 gewann sie in Rom ihr erstes Weltcupturnier. Im gleichen Jahr nahm sie erstmals an Weltmeisterschaften in der Erwachsenenklasse teil, schied aber in ihrem Auftaktkampf gegen die Japanerin Haruka Tachimoto aus. 2012 belegte sie den siebten Platz bei den Europameisterschaften.
Im April 2013 schied sie im Achtelfinale der Europameisterschaften gegen die Kroatin Barbara Matić aus. Bei den Mittelmeerspielen 2013 in Mersin erreichte Bernabéu das Finale und unterlag dort der Französin Fanny Posvite. Bei den Weltmeisterschaften 2013 schied sie nach zwei Siegen im Achtelfinale gegen die Angolanerin Antónia Moreira aus. 2014 erreichte sie das Halbfinale bei den Europameisterschaften in Montpellier. Nach Niederlagen gegen die Niederländerin Kim Polling und gegen Barbara Matić belegte sie den fünften Platz. Vier Monate später schied sie bei den Weltmeisterschaften 2014 in ihrem Auftaktkampf gegen die Polin Katarzyna Kłys aus.
Auch bei den Europaspielen 2015 schied Bernabéu frühzeitig aus. Bei den Weltmeisterschaften 2015 in Astana bezwang sie im Viertelfinale Kim Polling und im Halbfinale die Österreicherin Bernadette Graf. Im Finale unterlag sie der Französin Gévrise Émane. 2016 belegte sie den siebten Platz bei den Europameisterschaften in Kasan. Zwei Wochen später siegte sie beim Grand Slam in Baku mit einem Finalsieg über die Brasilianerin Maria Portela. Bei den Olympischen Spielen 2016 in Rio de Janeiro schlug sie in ihrem Auftaktkampf Katarzyna Kłys und unterlag im Viertelfinale der Kolumbianerin Yuri Alvear. In der Hoffnungsrunde bezwang sie die Israelin Linda Bolder, den Kampf um eine Bronzemedaille verlor sie gegen die Deutsche Laura Vargas Koch.
2017 unterlag Bernabéu im Viertelfinale der Weltmeisterschaften in Budapest Yuri Alvear. Mit Siegen über Maria Portela und die Marokkanerin Assmaa Niang erkämpfte die Spanierin eine Bronzemedaille. Bei den Europameisterschaften 2018 in Tel Aviv verlor sie im Viertelfinale gegen Barbara Matić und belegte nach einer weiteren Niederlage gegen die Britin Gemma Howell den fünften Platz. Bei den Mittelmeerspielen 2018 in Tarragona bezwang sie im Finale die Italienerin Carola Paissoni. Drei Monate später schied sie im Achtelfinale der Weltmeisterschaften in Baku gegen die Kanadierin Kelita Zupancic aus. 2019 wurden wie 2015 die Europameisterschaften im Rahmen der Europaspiele ausgetragen, Bernabéu schied 2019 in ihrem Auftaktkampf gegen Carola Paissoni aus. Bei den Weltmeisterschaften in Tokio verlor sie im Achtelfinale gegen die Österreicherin Michaela Polleres.